# Csaba Burján
Csaba Burján (Pécs, 27 settembre 1994) è un pattinatore di short track ungherese.

## Carriera
Il 22 febbraio 2018 si è laureato per la prima volta campione olimpico, salendo sul gradino più alto del podio nella staffetta 5.000 metri ai Giochi olimpici di Pyeongchang 2018, con i compagni di nazionale Shaoang Liu, Shaolin Sándor Liu e Viktor Knoch. Grazie a questo risultato la nazionale ungherese ha vinto la prima medaglia d'oro della sua storia ai Giochi olimpici invernali.

## Palmarès

### Giochi olimpici invernali
- Giochi olimpici

Pyeongchang 2018: oro nella staffetta 5000 m:

### Universiadi invernali
- 1 medaglia:
  - 1 oro (staffetta a Trentino 2013).

### Campionati europei di short track
- 1 medaglia:
  - 1 bronzo (staffetta a Malmö 2013).